# Microaerofilia

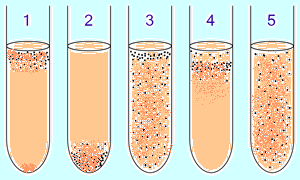
Los microorganismos anaeróbicos y aeróbicos pueden ser identificados mediante su cultivo en líquido

Microaerofilia son aquellos microorganismos que para sobrevivir, requieren niveles de oxígeno muy inferiores a los que se encuentran normalmente en la atmósfera de la tierra. Algunos son a su vez capnófilos ya que necesitan una elevada cantidad de dióxido de carbono. En laboratorio pueden ser cultivados en una jarra de vela. Un frasco de vela es un recipiente en el que una vela encendida se introduce antes de sellar la tapa hermética del recipiente; la llama de la vela se quema hasta extinguirse por falta de oxígeno, lo que crea una atmósfera pobre en oxígeno y rica en dióxido de carbono en el frasco. Entre estos microorganismos cabe destacar por su importancia Campylobacter.

## Condiciones de microaerofilia
Es un entorno (atmósfera) con poco oxígeno, alrededor de un 5% (en la atmósfera terrestre la concentración de oxígeno es aproximadamente un 21%) y una gran concentración de dióxido de carbono, entre el 5 y el 10%.
Se la utiliza para el cultivo de bacterias que requieren de bajas concentraciones de oxígeno para su desarrollo. Estas condiciones (de baja tensión de oxígeno), existen de forma natural en nuestros intestinos.

## Ejemplo de organismos microaerófilos
- Streptococcus pneumoniae
- Helicobacter pylori[3]
- Campylobacter sp[4][5]
- Borrelia burgdorferi
- Neisseria gonorrhoeae
- Listeria monocitogénica
- Aggregatibacter actinomycetemcomitans